# Jak–3
A Jak–3-as egy egyszerű, olcsó, viszonylag gyengébb fegyverzetű, nagy tömegben előállított repülőgép, a második világháború alatti szovjet fegyvergyártás egyik legjobb példája.

## Története
A típus számozásának ellentmondva a Jak–9 modellek leváltására lett kifejlesztve. A fő célkitűzés a Jakovlev által tervezett modelleknél  a lehető legjobb teljesítmény elérése volt a meglévő forrásokból. A további fejlesztések alapjául a sikeres Jak–1M modell szolgált. A fejlesztés annyira sikeresnek bizonyult, hogy a Bf 109 és Fw 190 gépeket használó német pilótáknak a Luftwaffe harcászati szabályzata szerint a fordulóharcot 4000 m (később La–7-tel szemben 5000 m) alatt a szovjet gépekkel kerülni kell.
A Jak–1M-nél a szárnyméretek csökkentek, az orrban elhelyezett olajhűtőt két kisebb, immáron a szárnyakban elhelyezett hűtő váltotta fel, a törzs hátsó részét lerövidítették és egy részből álló, jó kilátást biztosító kabintetővel látták el, valamint több kisebb változást is eszközöltek, melyeknek eredményeként megszületett a fentebb említett képességekkel bíró korszerű vadászrepülőgép. A modellt tovább finomítva a gép testét több rétegben vastag viaszborítással látták el. A típust Klimov VK–105PF, Klimov VK–105PF–2 valamint Klimov VK–107A motorokkal szerelték. Az 1945-ös években kísérletek folytattak a vegyes üzemű meghajtás kialakítására. A vegyes üzemű meghajtás kísérletei során a Jak–3 modelleket VK–105 motorral és Glusko RD–1 folyékony hajtóanyagú rakétahajtóművel látták el, az eredmény a 782 km/h sebesség elérése lett. A kísérleti típus a Jak–3ZSRD jelölést kapta ám sorozatgyártásra sosem került a gázturbinás sugárhajtóművek térhódítása miatt.
A típus azonban nem volt tökéletes, ugyanis néhány órás üzemidőre méretezték, főleg a Hispano-Suiza motor alapján készült Klimov motorral voltak problémák (a Bf 109 átlagos élettartama 9,5 óra volt). Néhány órás üzemszünet alatt a motor olajnyomása kritikus szintre csökkent („elejtette” a kenőolajat), ezért újraindítás után a motor egy időre kenés nélkül maradt, ha kézi szivattyúval nem létesítettek az olajrendszerben túlnyomást. A Szovjetunióban a háború után a típus elromlott példányait már nem javították, egyszerűen leselejtezték.

## Tűzkeresztség
A Jak–3 vadászrepülőgép először 1943 nyarán a kurszki csatában mutatkozott be az ellenséges német Luftwaffe pilótáinak. Az első találkozások után 1944-ben a keleti fronton állomásozó Luftwaffe alegységeknek kiadták a parancsot, hogy 5000 m alatt ne vállaljanak légi harcot ezen modellekkel. E parancs tökéletesen tükrözi a típus képességeit, amely a német gépekkel szemben lényegesen gyengébb fegyverzettel bírt. Kiemelkedő harci képességüket az 1944. július 14-én bekövetkezett összecsapás eredménye tükrözi talán a legjobban, ahol 18 db Jak–3 harcolt 30 db Luftwaffe vadászrepülőgéppel és egyetlen gép elvesztése árán 15 német gépet semmisítettek meg az orosz légierő pilótái. A felajánlott amerikai és britt modellekkel szemben Normandia-Nyeman Csoport a Jak–9 gépeit Jak–3 típusra cserélte, és 273 légi győzelméből az utolsó 99 győzelmet ezzel a géppel érte el.

## Típusváltozatok
Jak–3: Fő gyártási típus.
Jak–3: (VK-107A): Klimov VK–107A motorral és 2 db 20 mm-es Berezin B–20 gépágyúval szerelt típus.
Jak–3: (VK–108): Klimov VK–108 motorral és 23 mm-es Nugyelman–Szuranov NSZ–23 gépágyúval szerelt prototípus. A motor túlmelegedési gondjai miatt sosem került sorozatgyártásra.
Jak–3K: Kísérleti céllal épített harckocsivadász változat, csak néhány példány készült belőle. Fegyverzetét 1 db 45 mm-es Nugyelman–Szuranov NS–45 típusú gépágyú alkotta.
Jak–3P: 1945 áprilisa és 1946 közepe között gyártott típus összesen 596 db épült belőle. Elődeihez képest fegyverzetét már 3 db 20 mm-es Berezin B–20 gépágyú alkotta.
Jak–3ZhRD: VK–105 motorral és Glusko RD–1 folyékony hajtóanyagú rakétahajtóművel felszerelt kísérleti változat.
Jak–3T: Harckocsivadász prototípus. Fegyverzetét 1 db 37 mm-es Nugyelman N–37 gépágyú és 2 db 20 mm-es Berezin B–20S gépágyú alkotta. Az orr-rész megnövekedett súlya miatt a pilótakabint 40 cm-rel hátrébb tolták.
Jak–3T-57: A Jak–3T típus 57 mm-es OKB–16–57 gépágyúval szerelt változata.
Jak–3TK: VK–107A motorral és turbo feltöltővel szerelt változat.
Jak–3U: Kísérleti változat, a háború után készült el ezért nem került sor a gyártásra. Svecov AS–82FN csillagmotorral volt ellátva és 2 db 20 mm-es Berezin B–20S gépágyúval. Szárnyfesztávolsága 20 cm-rel nagyobb volt, a szárnyak 22 cm-rel előrébb kerültek és a pilótakabin 8 cm-rel alacsonyabb lett.
Jak–3UTI: Kétüléses oktató változat a Jak–3U változat alapjaira épülve. A Jak–11-es modell prototípusa volt.

## Műszaki adatok

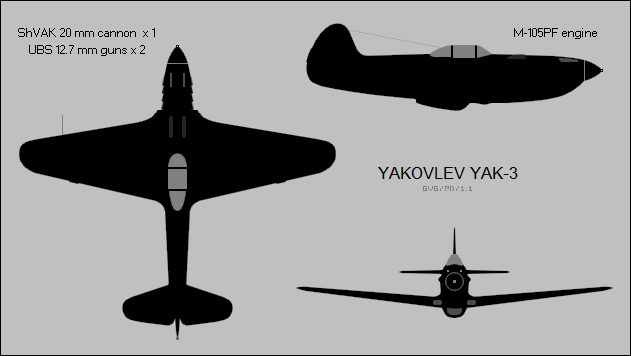
Jak-3

| Adatok                    | ' |
| Első felszállás:          | 1941. április 12. |
| Hadrendbe állítás:        | 1943 nyara |
| Legyártott darabszám:     | 4848 db |
| Gyártó:                   | A. S. Jakovlev tervezőirodája |
| Jellemzői                 | |
| Személyzet:               | 1 fő (gyakorló-oktató változatnál 2 fő) |
| Legnagyobb sebesség:      | 600–782 km/h (típustól függően) |
| Gyakorlati csúcsmagasság: | 10 700 m |
| Emelkedési sebesség:      | 18,5 m/másodperc (típustól függően eltérhet) |
| Hatótávolság:             | 650 km (típustól függően eltérhet) |
| Méretek                   | |
| Hossz:                    | 8,5 m |
| Magasság:                 | 3,0 m |
| Fesztávolság:             | 9,2 m |
| Szárnyfelület:            | 14,85 m² |
| Tömeg                     | |
| Üres tömeg:               | 2105–2750 kg (típustól függően) |
| Felszálló tömeg:          | 2697 kg (típustól függően eltérhet) |
| Hajtómű                   | |
| Motorok:                  | 1 db 12 hengeres Klimov VK–105PF, Klimov VK–105PF-2 valamint Klimov VK–107A (típustól függően)                                                                                            |
| Teljesítmény:             | VK-105PF 1260 LE, VK-105PF2 1290 LE, VK-107 1650 LE - AS-82FN 1850 LE (típustól függően)                                                                                                  |
| Fegyverzet:               | Típustól függően 20 mm-es Berezin B–20S gépágyú, 23 mm-es Nugyelman–Szuranov NS–23 gépágyú, 37 mm-es Nugyelman N–37 gépágyú, 45 mm-es Nugyelman N–45 gépágyú, 57 mm-es OKB–16–57 gépágyú. |
|                           | |

## Üzemeltető Országok
Franciaország
 Lengyelország
 Szovjetunió
 Jugoszlávia

## Hasonló repülőgépek
- P–51 Mustang
- Bf 109
- Fw 190
- Supermarine Spitfire